# Liste des lieux patrimoniaux du comté de Shelburne
Cet article recense les lieux patrimoniaux du comté de Shelburne en Nouvelle-Écosse inscrit au répertoire des lieux patrimoniaux du Canada, qu'ils soient de niveau provincial, fédéral ou municipal.

## Liste
| [ 1 ] | Lieu patrimonial                                              | Illustration            | Municipalité                       | Adresse                       | Coordonnées          | No    | Constr. | Prot.                                | Rec. | Notes |
| ----- | ------------------------------------------------------------- | ----------------------- | ---------------------------------- | ----------------------------- | -------------------- | ----- | ------- | ------------------------------------ | ---- | ----- |
| F     | Phare de Baccaro Point                                        | Téléverser              | Baccaro Point                      |                               | 43.4516 -65.471      | 13180 | 1934    | Recognized Federal Heritage Building | 2006 |       |
| F     | Lieu historique national du Canada Vieux-Temple-de-Barrington | Téléverser              | Barrington                         |                               | à géolocaliser       | 11708 | 1765    | National Historic Site of Canada     | 1966 |       |
| P     | MacMullen Oil Skin Factory                                    | Téléverser              | Barrington                         | 2456 Highway No. 3            | 43.5665 -65.5822     | 2200  | 1890    | Provincially Registered Property     | 1996 |       |
| P     | Old Meeting House                                             | Téléverser              | Barrington                         | 2408 Highway No. 3            | 43.5666 -65.5797     | 1263  |         | Provincially Registered Property     | 1983 |       |
| M     | Phyllisa Mundell House                                        | Téléverser              | Barrington                         | 2133 Highway 3; Willow Grove  | 43.5645 -65.5656     | 8718  |         | Municipally Registered Property      | 2005 |       |
| P     | Sargent-Homer-Nodwell House                                   | Téléverser              | Barrington                         | 2380 No. 3 Highway            | 43.5678 -65.5791     | 7285  |         | Provincially Registered Property     | 1994 |       |
| M     | Old Court House                                               | Téléverser              | Barrington Head                    | 2401 Highway No. 3            | 43.5669 -65.5793     | 8957  | 1843    | Municipally Registered Property      | 1985 |       |
| M     | The Arthur Homer House                                        | Téléverser              | Barrington Head                    | 2380 Highway No. 3            | 43.5676 -65.5791     | 8823  |         | Municipally Registered Property      | 1984 |       |
| M     | The Barrington Woolen Mill                                    | Téléverser              | Barrington Head                    | 2368 Highway 3                | 43.5677 -65.5784     | 8850  | 1882    | Municipally Registered Property      | 1984 |       |
| M     | Wesley United Church                                          | Téléverser              | Barrington Head                    | 2280 Highway 3                | 43.5671 -65.5731     | 9312  | 1866    | Municipally Registered Property      | 1986 |       |
| M     | Barrington Municipal Library                                  | Téléverser              | Barrington Passage                 | 3533 Highway 3                | 43.5274 -65.6092     | 8880  | 1909    | Municipally Registered Property      | 1986 |       |
| P     | Crowell-Smith House                                           | Téléverser              | Barrington Passage                 | 3271 No. 3 Highway            | 43.5388 -65.6071     | 4116  | 1815    | Provincially Registered Property     | 1989 |       |
| M     | Everett Smith House                                           | Téléverser              | Barrington Passage                 | 3271 Highway # 3              | 43.539 -65.6073      | 8751  |         | Municipally Registered Property      | 1984 |       |
| M     | Herbert R. Banks House                                        | Téléverser              | Barrington Passage                 | 3547 Highway 3                | 43.5265 -65.6099     | 8905  | 1837    | Municipally Registered Property      | 1986 |       |
| M     | Knowles House                                                 | Téléverser              | Barrington Passage                 | 27 Knowles Road               | 43.5225 -65.6157     | 8874  | 1787    | Municipally Registered Property      | 1984 |       |
| M     | Wilson House                                                  | Téléverser              | Barrington Passage                 | 67 Snows Road                 | 43.5287 -65.6121     | 8875  |         | Municipally Registered Property      | 1984 |       |
| M     | Joseph and Beryl Goreham House                                | Téléverser              | Bear Point                         | Lot 1 Bear Point Road         | 43.5028 -65.6617     | 9319  |         | Municipally Registered Property      | 1997 |       |
| P     | Birchtown School                                              | Téléverser              | Birchtown                          | 23 Birchtown Road             | 43.7442 -65.3832     | 3206  | 1860    | Provincially Registered Property     | 2000 |       |
| M     | Cape Negro Church                                             | Téléverser              | Cape Negro                         | 28 Church Road                | 43.554 -65.4439      | 8749  |         | Municipally Registered Property      | 1984 |       |
| M     | Cape Negro Hall                                               | Téléverser              | Cape Negro                         | 283 Blanche Road              | 43.550601 -65.432524 | 16182 |         | Municipally Registered Property      | 2009 |       |
| F     | Phare                                                         | Téléverser              | Cape Negro Island / Ile Cape Negro |                               | 43.5048 -65.347      | 13032 | 1915    | Recognized Federal Heritage Building | 2006 |       |
| F     | Tour de phare (nouveau)                                       | Tour de phare (nouveau) | Cape Sable                         |                               | 43.391 -65.6209      | 2982  | 1923    | Classified Federal Heritage Building | 1988 |       |
| M     | Archelaus Smith Museum                                        | Téléverser              | Centreville                        | 915 Highway 330               | 43.4827 -65.61       | 8766  | 1896    | Municipally Registered Property      | 1986 |       |
| M     | Centerville Church                                            | Téléverser              | Centreville                        | 889 Highway 330               | 43.4834 -65.6107     | 8925  | 1862    | Municipally Registered Property      | 1984 |       |
| P     | Doane House                                                   | Téléverser              | Coffinscroft                       | 266 Villagedale Road          | 43.5552 -65.5542     | 7808  | 1839    | Provincially Registered Property     | 1989 |       |
| M     | Doane House                                                   | Téléverser              | Coffinscroft                       | 266 Villagedale Road          | 43.5559 -65.5547     | 8820  | 1839    | Municipally Registered Property      | 1984 |       |
| M     | Mrs. Josephine Coffin House                                   | Téléverser              | Coffinscroft                       | 5 Old Town Road; Coffinscroft | 43.5477 -65.5545     | 8689  |         | Municipally Registered Property      | 1998 |       |
| M     | Church Street Cemetery                                        | Téléverser              | Lockeport                          |                               | 43.6961 -65.1104     | 15709 | 1848    | Municipally Registered Property      | 1992 |       |
| M     | Colin Locke House                                             | Téléverser              | Lockeport                          | 45 South Street               | 43.6975 -65.1083     | 15818 | 1859    | Municipally Registered Property      | 1994 |       |
| M     | Enos W. Page House                                            | Téléverser              | Lockeport                          | 460 Brighton Road             | 43.7156 -65.1233     | 15904 | 1888    | Municipally Registered Property      | 1991 |       |
| P     | Gurden Bill Homestead                                         | Téléverser              | Lockeport                          | 27 South Street               | 43.6978 -65.1075     | 6570  |         | Provincially Registered Property     | 1988 |       |
| P     | Jacob Locke Homestead                                         | Téléverser              | Lockeport                          | 31 South Street               | 43.6977 -65.1078     | 7440  |         | Provincially Registered Property     | 1988 |       |
| M     | James Atkins House                                            | Téléverser              | Lockeport                          | 29 John Street                | 43.6959 -65.1084     | 15807 |         | Municipally Registered Property      | 1999 |       |
| P     | John Locke Homestead                                          | Téléverser              | Lockeport                          | 23 South Street               | 43.6979 -65.1072     | 6571  | 1846    | Provincially Registered Property     | 1988 |       |
| M     | Jonathan Locke House                                          | Téléverser              | Lockeport                          | 20 North Street               | 43.6995 -65.1136     | 15902 | 1846    | Municipally Registered Property      | 1994 |       |
| M     | Lewis P. Churchill House                                      | Téléverser              | Lockeport                          | 35 Crest Street               | 43.6973 -65.1124     | 15819 |         | Municipally Registered Property      | 1994 |       |
| M     | Little School Museum                                          | Téléverser              | Lockeport                          | 29 Locke Street               | 43.6968 -65.116      | 15723 |         | Municipally Registered Property      | 1995 |       |
| P     | Locke Homestead                                               | Téléverser              | Lockeport                          | South Street                  | 43.6973 -65.1083     | 6568  |         | Provincially Registered Property     | 1988 |       |
| M     | Lockeport Cenotaph                                            | Téléverser              | Lockeport                          | Hall and Spruce Streets       | 43.6982 -65.1144     | 15701 | 1925    | Municipally Registered Property      | 2001 |       |
| P     | William Stalker Homestead                                     | Téléverser              | Lockeport                          | 43 South Street               | 43.6973 -65.108      | 6569  | 1836    | Provincially Registered Property     | 1988 |       |
| M     | May Nickerson House                                           | Téléverser              | Lower Woods Harbour                | 6648 Highway 3                | 43.526 -65.7337      | 9192  |         | Municipally Registered Property      | 1984 |       |
| P     | New Jerusalem Farm at McNutt's Island                         | Téléverser              | McNutts Island                     | McNutt's Island Road          | 43.3841 -65.181      | 14903 |         | Provincially Registered Property     | 2009 |       |
| M     | Lyle House                                                    | Téléverser              | Port Clyde                         | 72 Port LaTour Road           | 43.5126 -65.4922     | 8670  |         | Municipally Registered Property      | 1984 |       |
| P     | The Esker                                                     | Téléverser              | Sable River                        | 296 No. 3 Highway             | 43.8324 -65.0572     | 6486  |         | Provincially Registered Property     | 1988 |       |
| P     | Sandy Point Lighthouse                                        | Sandy Point Lighthouse  | Sandy Point                        |                               | 43.6917 -65.3267     | 14170 |         | Provincially Registered Property     | 2009 |       |
| M     | Chapel Hill Museum                                            | Téléverser              | Shag Harbour                       | 5492 Highway 3                | 43.4964 -65.703      | 9323  |         | Municipally Registered Property      | 1984 |       |
| M     | Gilbert Nickerson House                                       | Téléverser              | Shag Harbour                       | 5493 Highway No. 3            | 43.4963 -65.7029     | 9186  |         | Municipally Registered Property      | 1984 |       |
| M     | Temperance Hall                                               | Téléverser              | Shag Harbour                       | 5521 Highway 3                | 43.4955 -65.7039     | 9320  |         | Municipally Registered Property      | 1984 |       |
| M     | Charlotte Lane Café                                           | Téléverser              | Shelburne                          | 13 Charlotte Lane             | 43.761 -65.3238      | 7729  |         | Municipally Registered Property      | 1986 |       |
| M     | Cooper's Inn and Guest House                                  | Téléverser              | Shelburne                          | 36 Dock Street                | 43.7624 -65.3245     | 15168 | 1784    | Municipally Registered Property      | 1989 |       |
| M     | Courtney House                                                | Téléverser              | Shelburne                          | 114 Water Street              | 43.7594 -65.321      | 15184 |         | Municipally Registered Property      | 1989 |       |
| M     | Cox's Warehouse                                               | Cox's Warehouse         | Shelburne                          | 10 Ann Street                 | 43.7603 -65.3237     | 7582  | 1902    | Municipally Registered Property      | 1986 |       |
| M     | Coyle House                                                   | Téléverser              | Shelburne                          | 24 Dock Street                | 43.7608 -65.3239     | 7594  |         | Municipally Registered Property      | 1988 |       |
| M     | Etherington-Robertson House                                   | Téléverser              | Shelburne                          | 144 Hammond Street            | 43.7625 -65.3202     | 7542  | 1909    | Municipally Registered Property      | 1987 |       |
| P     | Etherington-Robertson House                                   | Téléverser              | Shelburne                          | 144 Hammond Street            | 43.7625 -65.3202     | 3401  | 1909    | Provincially Registered Property     | 1989 |       |
| P     | George Gracie House                                           | Téléverser              | Shelburne                          | 36 Dock Street                | 43.7624 -65.3245     | 2446  | 1800    | Provincially Registered Property     | 1989 |       |
| M     | Heritage Hall                                                 | Téléverser              | Shelburne                          | 28 John Street                | 43.7624 -65.3216     | 7544  |         | Municipally Registered Property      | 1988 |       |
| P     | Joseph McGill Shipbuilding and Transportation Company Office  | Téléverser              | Shelburne                          | 10 John Street                | 43.7616 -65.3241     | 3546  | 1857    | Provincially Registered Property     | 1993 |       |
| M     | McGill Office Building                                        | Téléverser              | Shelburne                          | 10 John Street                | 43.7616 -65.3241     | 7583  | 1857    | Municipally Registered Property      | 1987 |       |
| P     | Old Kirk Burying Ground                                       | Téléverser              | Shelburne                          | 36 John Street                | 43.7632 -65.3202     | 7954  | 1784    | Provincially Registered Property     | 1990 |       |
| M     | Patrick McDonough House                                       | Téléverser              | Shelburne                          | 28 Dock Street                | 43.7613 -65.3241     | 7581  |         | Municipally Registered Property      | 1986 |       |
| M     | Peter Guyon House                                             | Téléverser              | Shelburne                          | 10 Charlotte Lane             | 43.761 -65.3238      | 7829  |         | Municipally Registered Property      | 1986 |       |
| F     | Phare de Sandy Point                                          | Téléverser              | Shelburne                          |                               | 43.7 -65.3167        | 9508  | 1880    | Recognized Federal Heritage Building | 2001 |       |
| M     | Rippin House                                                  | Téléverser              | Shelburne                          | 6 St. Patrick Lane            | 43.7596 -65.3232     | 7810  |         | Municipally Registered Property      | 1987 |       |
| M     | Ross Thomson House                                            | Téléverser              | Shelburne                          | 9 Charlotte Lane              | 43.761 -65.3235      | 4137  | 1786    | Municipally Registered Property      | 1986 |       |
| P     | Ross-Thomson House                                            | Téléverser              | Shelburne                          | 9 Charlotte Lane              | 43.761 -65.3238      | 1395  | 1786    | Provincially Registered Property     | 1983 |       |
| P     | Ryer-Davis House                                              | Téléverser              | Shelburne                          |                               | 43.7712 -65.3307     | 5382  | 1784    | Provincially Registered Property     | 1988 |       |
| M     | Ryer-Davis House                                              | Téléverser              | Shelburne                          |                               | 43.7712 -65.3307     | 7540  | 1784    | Municipally Registered Property      | 1987 |       |
| M     | Shakespear House                                              | Téléverser              | Shelburne                          | 17 George Street              | 43.7591 -65.3213     | 7580  |         | Municipally Registered Property      | 1987 |       |
| P     | Shakespear House                                              | Téléverser              | Shelburne                          | 17 George Street              | 43.7591 -65.3213     | 3149  | 1784    | Provincially Registered Property     | 1989 |       |
| M     | Shelburne County Museum                                       | Téléverser              | Shelburne                          | 20 Dock Street                | 43.7603 -65.3238     | 7595  | 1784    | Municipally Registered Property      | 1989 |       |
| M     | The Dory Shop                                                 | Téléverser              | Shelburne                          | 11 Dock Street                | 43.7608 -65.3241     | 4103  | 1883    | Municipally Registered Property      | 1986 |       |
| M     | Trinity United Church                                         | Téléverser              | Shelburne                          | 36 John Street                | 43.7632 -65.3202     | 7953  | 1891    | Municipally Registered Property      | 1994 |       |
| M     | White-Irwin House                                             | Téléverser              | Shelburne                          | 119 Water Street              | 43.7599 -65.3218     | 7586  |         | Municipally Registered Property      | 1991 |       |
| P     | White-Irwin House                                             | Téléverser              | Shelburne                          | 119 Water Street              | 43.7599 -65.3218     | 7585  |         | Provincially Registered Property     | 1993 |       |
| M     | Moses Atkinson House                                          | Téléverser              | Stoney Island                      | 5 Kenney Road                 | 43.4677 -65.5741     | 8699  |         | Municipally Registered Property      | 1984 |       |
| M     | Bower House                                                   | Téléverser              | Upper Port La Tour                 | 2274 Port LaTour Road         | 43.5142 -65.4637     | 8858  |         | Municipally Registered Property      | 1984 |       |
| M     | Greenhill Community Church                                    | Téléverser              | Upper Port La Tour                 | 2274 Port LaTour Road         | 43.5142 -65.4637     | 8721  |         | Municipally Registered Property      | 2004 |       |
| M     | The United Baptist Church                                     | Téléverser              | Upper Woods Harbour                | 7029 Highway 3                | 43.5427 -65.7341     | 8954  |         | Municipally Registered Property      | 1984 |       |